# Endel
Pour l'entreprise industrielle, voir Altrad Endel.
Endel est un prénom masculin estonien pouvant désigner :

## Prénom
- Endel Aruja (en) (1911-2008), physicien estonien ;
- Endel Eero (en) (1930-2006), homme politique estonien ;
- Endel Edasi (en) (1929-2002), nageur olympique soviétique ;
- Endel Laas (en) (1915-2009), scientifique forestier estonien ;
- Endel Lippmaa (1930-2015), homme politique estonien ;
- Endel Nelis (1925-1993), escrimeur estonien ;
- Endel Pärn (en) (1914-1990), acteur et chanteur estonien ;
- Endel Press (en) (1929-1982), nageur olympique soviéto-estonien ;
- Endel Puusepp (1909-1996), pilote de chasse soviéto-estonien ;
- Endel Rivers (en) (né en 1959), musicien australo-estonien ;
- Endel Ruberg (en) (1917-1989), artiste et naturaliste canado-estonien ;
- Endel Taniloo (1923-2019), sculpteur estonien ;
- Endel Tulving (né en 1927), psychologue et neuroscientifique canado-estonien.